# Сноу, Фиби
Фи́би Сно́у (англ. Phoebe Snow), настоящее имя Фи́би Энн Лауб (англ. Phoebe Ann Laub; 1950—2011) — американская фолк-певица, автор песен и гитаристка.

## Биография
Фиби дебютировала в 1974 году с песней «Poetry Man» в стиле софт-рок, успех которой принёс ей номинацию на «Grammy» в категории «Лучшая дебютантка». В дебютном альбоме Сноу, «Snowbird», была и песня её собственного сочинения «Harpo’s Blues», а также «San Francisco Bay Blues» Джесси Фуллера.
Фиби пела в госпел-хоре вместе с Мэвис Стейплз, СиСи Пенистон и Тельмой Хьюстон. Сноу записывалась с Джонни Джонсоном.
От активной гастрольной работы Фиби удерживала личная трагедия. 12 декабря 1975 года при рождении её единственный ребёнок, дочь Валери Роуз Кирнс, получила травму мозга. Врачи вынесли вердикт, что больная девочка долго не проживёт, но та мужественно боролась, а её мать, когда денег совсем не хватало, подрабатывала съёмками в рекламных роликах. Валери умерла 17 марта 2007 года. После смерти дочери Сноу вернулась к концертным выступлениям в надежде, что музыка поможет ей побороть депрессию
В январе 2011 года у Фиби случилось внутримозговое кровоизлияние, от осложнений которого она умерла через 3 месяца.

## Избранная фильмография
| Год  |   | Русское название | Оригинальное название | Роль             |
| ---- | - | ---------------- | --------------------- | ---------------- |
| 2009 | с | Ханна Монтана    | Hannah Montana        | миссис Шаблански |